# 玉斗镇
玉斗镇，是中华人民共和国福建省泉州市永春县下辖的一个乡镇级行政单位。

## 行政区划
玉斗镇下辖以下地区：
玉斗村、玉美村、竹溪村、凤溪村、红山村、白珩村、新珩村、云台村和炉地村。